# Гідротрансформатор

Будова гідротрансформатора

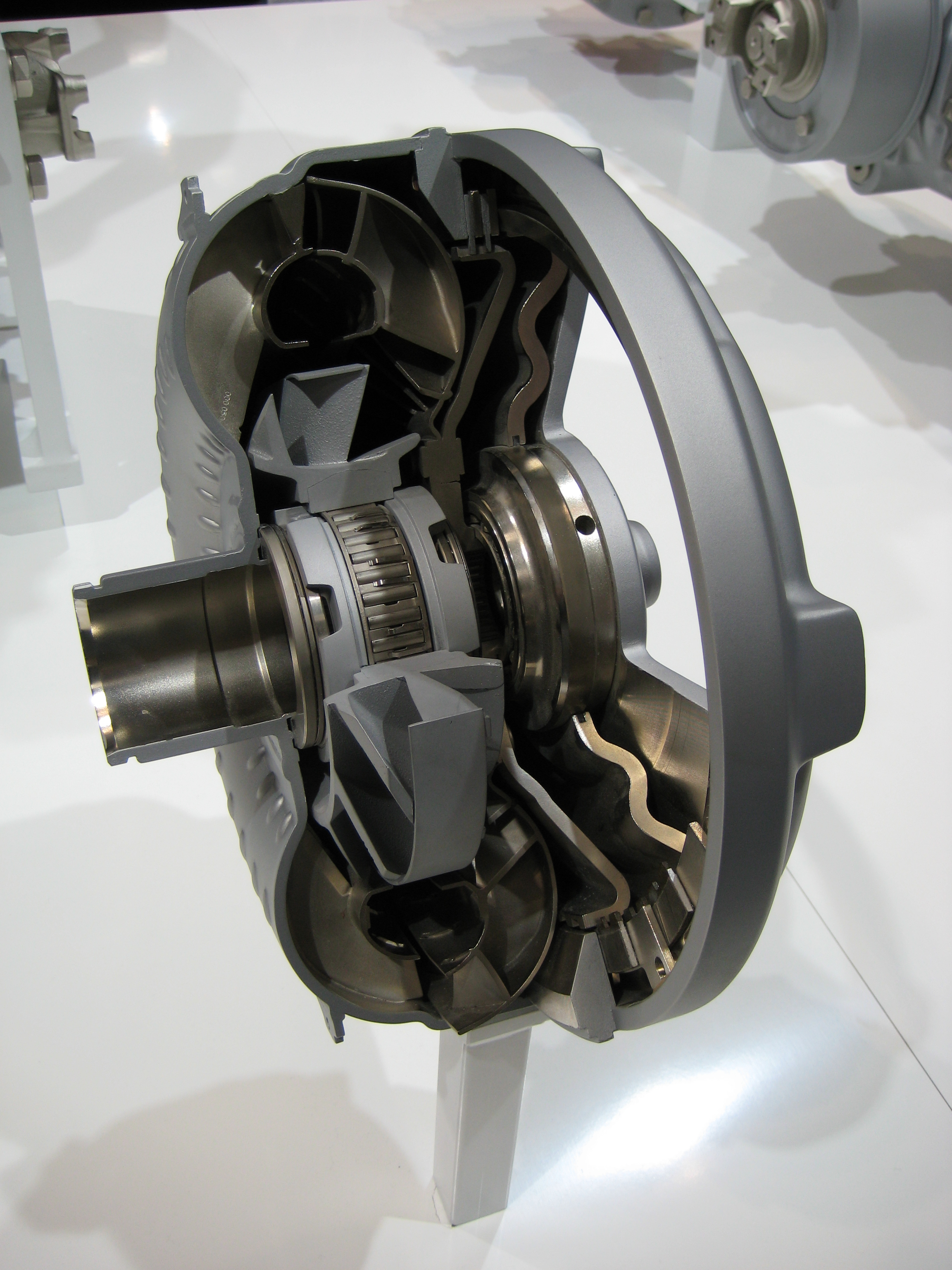
Гідротрансформатор у розрізі

Гідротрансформа́тор (англ. torque converter; нім. Drehmomentwandler m) — механізм (лопатевий насос, напрямний апарат і гідротурбіна), що з допомогою рідини (води, мастила) передає або перетворює обертальний рух.

## Загальний опис
На відміну від гідромуфти у тороїдальній порожнині гідротрансформатора, заповненій робочою рідиною, крім лопатей насоса та турбіни є ще й лопаті реактора, або так званого напрямного апарата. Реактор зазвичай закріплюється у корпусі гідротрансформатора нерухомо.
Моменти сил, що діють на колеса гідротрансформатора, можна виразити так:
Mн = -ṁ (Rрнvрнcos αрн - Rнтvнтcos αнт),
Mт = ṁ (Rнтvнтcos αнт - Rтрvтрcos αтр),
Mр = -ṁ (Rтрvтрcos αтр - Rрнvрнcos αрн),
де M — момент сили, ṁ — маса рідини, що перетікає через переріз кола циркуляції за одиницю часу, R — відстань від перерізу до осі обертання колеса, v — абсолютна швидкість потока в міжлопатевих каналах, α — кут між напрямком обертання колеса (вектором швидкості лопаті) та вектором v, індекси н, т, р вказують на насос, турбіну і реактор відповідно.
Таким чином обертальний момент турбіни дорівнює сумі моментів насоса та напрямного апарата. Якщо навантаження турбіни зросте, то її обертання уповільниться, зменшиться відцентрова сила, збільшиться швидкість циркуляції та маса рідини, що проходить крізь турбіну за одиницю часу, зменшиться кут виходу рідини з-між лопатей турбіни, а отже збільшиться обертальний момент, що створюється турбіною. При цьому момент, що підводиться до насоса та швидкість його обертання майже не змінюються.
Якщо i = ωт/ωн — передатне відношення гідротрансформатора, а k = Mт/Mн — коефіцієнт трансформації моменту, то коефіцієнт корисної дії η = k·i.
Існують також гідротрансформатори, в яких реактор зв’язаний з корпусом через обгінну муфту. Коли обгінна муфта розблокована, усі колеса гідротрансформатора обертаються з приблизно однаковою швидкістю і він працює в режимі гідромуфти. Для гідромуфти Mт = Mн, коефіцієнт трансформації k = 1 і коефіцієнт корисної дії η = i за такого режиму роботи наближається до одиниці. При значному навантаженні турбіна сповільнюється, потік рідини з неї набігає на передні поверхні лопатей реактора, обгінна муфта заклинюється, передаючи реактивний момент, машина переходить в режим гідротрансформатора, який має вищий ККД при нижчому i.
Деякі гідротрансформатори мають декілька турбінних та реакторних коліс (багатоступеневі гідротрансформатори).
Гідротрансформатори застосовуються у трансмісіях автомобілів, автобусів, тракторів, тепловозів.

## Конструктивні та експлуатаційні особливості
Гідротрансформатор складається з
розміщених у загальному корпусі трьох співвісних коліс:
насосного, турбінного і направляючого (реактора), що
утворюють замкнутий контур, заповнений рідиною
(мастилом).
Насосне колесо є приводним і з’єднане з валом двигуна;
турбінне колесо є веденим і з’єднане з валом приводу;
направляюче колесо (реактор) – нерухоме. Рідина під дією
відцентрової сили, яка розвивається при обертанні
двигуном насосного колеса, переміщається суцільним
потоком, обтікає послідовно лопатки коліс. Нерухоме
колесо, поєднане з корпусом гідротрансформатора,
сприймає тиск рідини і переводить за допомогою лопаток
певної кривизни статичний напір в динамічний. Він
додається до тиску, що створює насосне колесо і збільшує
крутний момент на турбінному колесі.
Гідротрансформатор застосовують у механізмах для
пуску двигуна і зупинки машини без відключення
трансмісії. Він дає можливість плавно розігнати і зупинити
машину, автоматично змінити швидкості веденого вала
залежно від навантаження на нього.
Гідротрансформатор при підвищенні опору автоматично
знижує швидкість, а при зниженні опору збільшує її. У
гідротрансформатор можна вмонтовувати обгінну муфту.
Коли швидкість обертання турбінного колеса стає рівною
швидкості обертання насосного колеса, муфта
включається, даючи можливість жорстко з'єднати ведучий
вал з веденим.